# メタルギア ゴーストバベル
『メタルギア ゴーストバベル』  (METAL GEAR Ghost Babel、略称: MGGB) は、2000年4月24日に日本のコナミから北米にて発売されたゲームボーイカラー用ステルスゲーム。日本国内では同年4月27日に発売された。
『メタルギアシリーズ』の1作であり、シリーズ初の携帯型ゲーム機用ソフトとなった。MSX2用ソフト『メタルギア』（1987年）の7年後を舞台に、主人公のソリッド・スネークが再び戦いに身を投じる内容となっている。本作は日本国外からの要望で開発され、同シリーズの外伝的な作品となった。開発はKCEJ WESTとトーセ。

## 概要
同社による『メタルギアシリーズ』の外伝的作品の1つであり、シリーズ初の携帯ゲーム機用作品。主人公のソリッド・スネークを操作し、中央アフリカにある小国ジンドラに建造された武装要塞「ガルエード」に潜入し、捕虜の救出と奪取された新型メタルギアを破壊する事を目的としている。短時間でのプレイを前提にステージ形式やプレイモードの選択が容易にできるようになっている。
日本国外からの「携帯機でメタルギアを」という要望に応え、KCEJ WESTによって開発された。監督は野尻真太、シナリオは福島智和が担当し、両者は後にPlayStation Portable用ソフト『メタルギアアシッド』（2004年）を手掛ける事となった。シリーズの監督を務めていた小島秀夫は企画・プロデュースという形で参加している。主人公の経歴や登場人物の一部などがメタルギアシリーズと共通しているが、世界観は共有していない。
本編のほかにも180のVRトレーニングを収録している。無線通信の内容もバリエーションに富んでいる事や、グラフィックがかなり細部まで作りこまれている事などもあり、ゲームボーイ用ソフトとしては屈指の完成度を誇る。レビュー収集サイト「GameRankings」ではゲームボーイカラーソフト最高の平均評価を記録するなど高評価を得たが、移植版や復刻版などの再発売は一切されていない。
ゲームボーイカラー以外、ロック機構のないゲームボーイポケットやスーパーゲームボーイでゴーストバベルを起動させるとゲーム自体は起動せず、デフォルメされたクリス・ジェンナーの絵と共に「このゲームはゲームボーイカラー専用カートリッジのため、ゲームボーイカラーで遊んでください」という旨の警告が出るようになっている。

## ゲーム内容

### システム
基本的なシステムは、それまでの2D最後の作品である『メタルギア2 ソリッドスネーク』のものを引き継いでいる。変更点として、新たに壁に張り付くことが可能になった。張り付いた状態でBボタンを押すことで、スネークの背後側へ画面をスクロールさせることが出来る。また、パンチで敵を倒すと、敵の体力がある場合は消滅せず、その場で気絶するようになった。敵の体力が無くなるまでパンチを当てると消滅する。敵の視界範囲は正面方向直線状から『メタルギアソリッド』のような扇型に変更されている。
武器や装備の変更の際は『メタルギア』『メタルギア2』の一覧方式ではなく、『メタルギアソリッド』の方式に近いシステムとなっている。

### その他
ループデモ
電源投入後に放置しておくと表示されるループデモがブリーフィングの代わりになっている。
そのため、ループデモにもかかわらずボタン操作でメッセージ送りが可能。
ループデモの時間は約10分。
セリフ
『メタルギア2』の様にセリフに漢字表記と本来は漢字表記の単語がカタカナとなっているものが混じった方式になっている（例:発煙筒→ハツエントウ）。
また、登場キャラクターがセリフを発する際は、キャラクターごとに異なるタイプ音が用意されている。
スネークの初期装備
スネークの初期装備のひとつとしてタバコが有名だが、本作では発煙筒（ゲーム中の表記は「ハツエントウ」）が初期装備とされている。
なお、ループデモ中にスネークが輸送機内でタバコと思しき煙をくゆらせるシーンがあるが、表示されるのは煙だけで、タバコ自体は表示されていない。
ガルエードとアウターヘブン
本作の舞台はアウターヘブン跡地に建設された武装要塞ガルエードであるが、かつてのアウターヘブンの一部を彷彿させる場所がとある区画にあり、『メタルギア』に登場したメタルギアTX-55の残骸が放置されている。この場所で無線通信をすると、残骸についての存在意義を考察する会話がある。
日本国外でのタイトル
日本ではタイトルロゴが『メタルギアソリッド』に似たものとなっているが、「SOLID」と書かれている部分が空白となっている。海外版のタイトルは「MetalGearSolid GhostBabel」あるいは単に「MetalGearSolid」である。
公式サイトの「ENGLISH」のページを見ると、ロゴの違いが確認できる。

## 設定

### ストーリー
21世紀の初頭、伝説の英雄・ソリッド・スネークは3年前にFOXHOUNDを退役して、アラスカでの隠遁生活を送っていた。そこにかつての上官・ロイ・キャンベルが現れ、中央アフリカに存在する小国・ジンドラの内戦が世界を再び核攻撃の恐怖に陥れようとしていることを語り、スネークへの協力を要請する。ジンドラでは政府軍と分離独立を求める少数民族側の武装組織「ジンドラ解放戦線（通称『ジレフ』）」の間で内戦が続いていたのだが、そのジレフによって輸送中だったアメリカ軍の新兵器が強奪され、アメリカ政府はジレフからジンドラからのPKF撤退を内容とする脅迫を受けていた。
一旦は頑なに断るスネークだったが、ジレフの拠点である武装要塞「ガルエード」が7年前にスネーク自身がたった一人で陥落させた武装要塞国家・OUTER HEAVEN（アウターヘブン）と同じ場所であること、そしてジレフが強奪してここに運び込んだ件の新兵器が新型の「メタルギア」であることを聞くに及んで、再び潜入任務に就くことを了承する。
過去に自らが破壊したメタルギアが眠る場所に強奪された新型メタルギア。同じ「毒蛇（ヴァイパー）」のコードネームを持つ男が率いる、ジレフが雇った謎の傭兵集団「ブラック・チェンバー」とロイ・キャンベルの因縁。ジレフとアメリカの政府と陸軍、それぞれの思惑と陰謀。それらが複雑に絡み合う戦場で、スネークは一体何を見出すのか…?

### ステージ構成
メインのストーリーモードに加え、STAGE SELECT、VR TRAINING、VS BATTLEが用意されている。
ストーリーモード
メタルギアを巡る本作のメインストーリー。全13ステージからなるステージクリア方式である。マップ画面はつながっておらず、ステージごとに独立している。難易度はEASY、NORMAL、HARD、VERY HARDの4段階から選ぶことができる。
ちなみに「ステージ」という単位で構成されているものの、実際には1つのステージで2つ以上のマップにまたがっている場合もあり、「ステージ＝マップ」ではない点に注意が必要である。
- STAGE 01　ジャングル
- STAGE 02　基地前
- STAGE 03　排水路(03A)－監視塔(03B)
- STAGE 04　監視塔(04A)－VSホーク(04B)
- STAGE 05　兵舎
- STAGE 06　兵舎
- STAGE 07　地雷原
- STAGE 08　発電所
- STAGE 09　発電所
- STAGE 10　地雷原－砲台
- STAGE 11　整備工場
- STAGE 12　整備工場【B100】
- STAGE 13　整備工場【B100】

（ステージ名の表記は、下記参考文献に拠った。）
STAGE SELECT
ストーリーモードで一度クリアしたステージを任意に選んでプレイすることができる。ストーリーモード全ステージをクリアすると、各ステージをストーリーモードとは異なる目的で攻略する、「SPECIAL」モードが出現する。
また、「SPECIAL」モードには、『ドンキーコング』をパロディにしたステージがある等、バラエティに富んでいる。一定数のステージをクリアする毎に本編では明かされない物語の裏の事実を聞く事が出来るが、同じものは二度と聞けない上、本作はセーブデータの消去も出来ないため、これらは一つのカートリッジにつき一回しか聞けない事になる。
VR TRAINING
ステージ毎に与えられた課題をクリアしていくモード。全180種類でバラエティーに富んでいる。潜入時のメロディーは『メタルギア』『メタルギア2』のメロディーになっている（これは『メタルギアソリッド インテグラル』も同じである）。ステージクリアの度にストーリーモードにおける裏事情が明かされる。
VS BATTLE（通信対戦）
通信ケーブルを用いた2人対戦機能。シリーズ初のユーザー同士の対戦機能であり、後の「メタルギアオンライン」に通ずる面がある。
対戦モードでは、互いのプレイヤーが近付かない限り姿が見えない仕様になっている。そのため、相手のいる方角のみを知るヒント機能が用意されている。

### 無線ドラマ「アイデアスパイ2.5（ツー・ハン）」
ゲームを1度クリアしたあと、ゲーム中の無線機画面(140.07)において聞くことのできる連続無線ドラマ（全13話）で、PlayStation 2用ゲームソフト『ANUBIS ZONE OF THE ENDERS』の監督・脚本・ゲームデザインを手がけた村田周陽の脚本。悪の通信販売企業「J.E.（ジャンカー・エクスペンシブ）」に立ち向かうアイデアスパイ、2.5（ツー・ハン）の物語。いわゆる隠し周波数であり、この周波数を知る手段としてスタッフロールの中で赤文字で明かしている。後年、小島プロダクションが製作したインターネットラジオ「HIDECHAN!Radio.」（現・ヒデラジ）内でラジオドラマとしてリメイク、放送された。
ゲーム中ではステージクリアをする毎に話が進展する。

### 他作品との関係
本作では主人公であるソリッド・スネークの他、ロイ・キャンベル、メイ・リンといったキャラクターが登場するなど、メタルギアシリーズと一部世界観を共有している。しかし、スネークとメイ・リンが初対面であるなど、『メタルギア』を除く他作品と直接的な繋がりはない。一方、本編外のNo.4の会話ではシャドー・モセス事件に関係する情報がある。『メタルギアソリッド2』でAIの「大佐」が暴走した際には本作のセリフを言うネタがあるが、文章は微妙に違う。
また、後に発売された『メタルギアアシッド』シリーズとは、世界観の繋がりを匂わす単語等があるものの、公式に認められた事例はない。

## 登場人物

### 主人公とその関係者
ソリッド・スネーク
主人公。かつてFOXHOUNDに所属し、たった一人でアウターヘブンを陥落させた「伝説の英雄」。30代。しかしアウターヘブンで父親であるビッグ・ボスを殺害したことに強い自責の念と強迫観念を抱いており、自殺願望を持っている。「伝説の英雄」も当人にとっては人殺しの別名でしかなく、そう呼ばれる事を酷く嫌っている。この世界では「恐るべき子供達計画」は存在せず、スネークはビッグ・ボスのクローンではなく実子ということになっている。
3年前にFOXHOUNDを除隊し、本編シリーズ同様にアラスカで隠遁生活を送っていた。キャンベルの要請も一時は頑なに拒んだものの、アウターヘブンと同じ場所に存在する武装国家、そしてメタルギアという符合から再び戦場に舞い戻る。しかし最終的に、「過去に決着を付ける」という意志で今回のミッションに臨んだのは、本心では死に場所を求めてのことだったと悟る。
ヴァイパーを倒して核攻撃を阻止した後はクリスと共に脱出。FOXHOUNDが待ち受けていると覚悟の上でアメリカに戻り、陰謀を張り巡らせた黒幕達に償わせることと、全ての真実を明らかにするべく戦うことを決意し、全部片付いたらクリスの元に戻ってくると約束した。
クリス・ジェンナー
デルタフォースの女性隊員。20代。階級は軍曹。部隊内では後方で情報支援にあたっていたが、今回が初の最前線での任務となった。ブラック・チェンバーの襲撃（待ち伏せ）に際して隊員内でただ一人生き残り、要塞内に隠れながら送っていた救援無線をスネークが拾った事で関わりを持つ。一時はスネークに脱出するように促されるも、戦死した仲間の為に任務を完遂するという意志でそれを拒み、以降は敵兵に変装しながら要塞内の調査を行い、スネークをサポートする。口調や性格に少女のような幼さが少し残っており、容姿もスネークに「デルタフォースにしては可愛すぎる」と評されるほど。
しかしバイソンの遺した言葉でスネークらが内通者の存在を疑い出した直後、実はブラック・チェンバー襲撃の際に部隊にいなかった事実が明らかになり、連絡も取れなくなる。この事から5人目のブラック・チェンバーではないかと疑われるが、実際はヴァイパーに捕らえられていた。実はクリス自身は政府と対立する陸軍参謀長ジョン・パーカーから密命を受けており、メタルギアとそれにまつわる機密プロジェクト「プロジェクト・バベル」のデータの消去と、口封じの為に将軍を抹殺するという指令を受けていた。本人はそれを純粋に「国のため、世界のため」と信じて部隊を離れ、ガルエードのコンピュータ・センターに潜入していたもののデータを入手する事は適わず、その間にブラック・チェンバーの襲撃によって仲間を全て失い、使命も果たせず途方に暮れていたところをスネークと出会った。
両親が離婚しており、周囲に信じられるものが無い中で育った。軍に入ったのは「確かなもの」を手に入れて希薄な自分を補完したかったためらしく、今回の指令によって「大切なもの」「確かなもの」に手が届くと思っていたが、その結果、「仲間」という本当に大切なものを失って後悔し、スネークと出会った後も密かに使命の為に動いていたものの隠し事を続ける罪悪感に苛まれ、しかしまた失くすことを恐れて言い出せなかった。
ジミー救出後に彼に仕掛けられていた発信機の所為で奇襲を受けるも、何とか逃げ延びる。しかしそれにより自ら赴いたヴァイパーによって捕らえられ、スネークを誘い出す餌として利用される。結局、使命は何も果たす事なく最後はスネークに救出され、全てを打ち明けて謝罪し、スネークがメタルギア破壊に向かうと共に自身は脱出手段を確保しに行く。全てが終わった後はスネークと共に脱出し、旅立ったスネークの帰りを待つ事を約束した。
STAGE 03の終盤では、接触する直前であれば倒すことも可能だが、倒してしまうと即ゲームオーバーとなる。
ロイ・キャンベル
既に退役していたが、今回の作戦において、スネークをよく知る者として招集される。無線でスネークをサポートする。60代。
実は政府から裏切られてテロリスト扱いされたブラック・チェンバーを、FOXHOUND部隊を率いて壊滅させた張本人であった。本人は相手をテロリストだと思わされており、闇夜の戦闘であった事もあって気付けず真実を知ったのは全てが終わった後であり、そのことを悔いたのが退役のきっかけとなった。今回の招集に応じたのは過去の清算の為と、ガードナーに事実（および、キャンベルが同士討ちを仕組んだという証拠）の公表を盾に脅迫された事による。加えてトレーニングモードのデモでは、当初は招集を拒否していたが、ガードナーに姪であるメリル・シルバーバーグを人質に取られ強制的に招集させられていたことが語られている。
メイ・リン
M.I.T.（マサチューセッツ工科大学）の現役学生。10代。新型レーダーと無線システムの開発者。無線でスネークをサポートする。『メタルギアソリッド』ではセーブすると中国の格言を語っていたが、本作では世界の偉人の名言を語る。『メタルギアソリッド』同様、彼女自身は事件の裏の事実は全く知らず、一人員として参加していただけだった。最後はウィーゼルに始末されそうになるが、彼の気が変わった事でキャンベル共々助命される。
ブライアン・マクブライド
CIAの工作員。30代。今回の作戦の実質的な指導者で、現場であるジンドラの情報に詳しい。無線でスネークをサポートするが、独善的な性格がメイ・リンなどから非難されることも。後半にはクリスが5人目のブラック・チェンバーであると主張し、スネークらの疑心暗鬼を煽る。
しかし実は彼こそが5人目のブラック・チェンバーであり、顔、名前、経歴などを全て偽って政府に潜り込み、今回の事件の糸引き役となった。メタルギアを手中に収めたヴァイパーに応じてキャンベル達を殺害しようとするが、ウィーゼルによって返り討ちに遭う。スネークとキャンベルの招集を政府に上申したのは彼である。
ウィーゼル（ロナルト・レンセンブリンク）
オランダ人。世界でも一流の傭兵。30代。傭兵の事情や武器などに詳しい。直接作戦に参加せず無線でスネークをサポートする。狡猾さと獰猛さを併せ持ち、それを象徴する「ウィーゼル」（イタチ）の呼び名を自身も好んでいる。
スネークがヴァイパーと戦っている間、正体を現したマクブライドを射殺する。実は最初から黒幕であるガードナーに雇われており、本作戦に関わった全ての人間を抹殺するよう命令を受けていた。彼ほどの凄腕が現場に出向かず後方支援に回ったのも、伝説の傭兵たるスネークと渡り合える人間は他にいないからである。しかしスネークやキャンベルを気に入ったことから心変わりし、任務を遂行することなくスネーク達を見逃した。過去に弟を戦場で死なせており（その際に母は自殺し父には殺されかけて決別した）、その事に関してスネークと交わした会話も心変わりの理由の一つらしい。
ジェイムズ・ハークス
10代にして新型メタルギアの開発チーフを務める天才。愛称は「ジミー・ウイザード」。兵器開発をオモチャ作りのように楽しんでおり、メタルギアによって多くの人間が殺されるであろう事にも罪悪感すら抱いていなかった。しかし、スネークやクリスとの出会いにより心情に変化が現れる。救出後はクリスに託されるも銃声と共に安否が不明になり、スネークとの再会時には、デルタフォースの本当の生き残りであるスミス少尉が自身を庇って死んだ事、信じていたクリスが敵のスパイかもしれないという疑惑、そして開発チームの仲間が全員殺された事実から自身の過ちを顧み、「国に帰りたい」「今度は人の為に働きたい」という本音をスネークに本音を漏らす。しかし直後、ヴァイパーの罠が起動し、スネークに看取られながら息を引き取る。
ちなみに、彼と接触せずにいきなり監禁部屋の壁を破壊して彼を救出すると、会話の流れが少し変わる。

### ジンドラ解放戦線 (Gindra Liberation Front)
将軍（アウグスティン・エグアボン）
ジンドラ解放戦線、通称ジレフのリーダーで、「民族独立｣「先進国からの解放」というスローガンの下に、ジンドラ内の少数民族を率いて武装蜂起したカリスマ的指導者。40代。ジレフが明らかな戦力差で政府軍に追い詰められていた所に現れ、豊富な資金と最新鋭の武器、そしてカリスマ的な指導力で瞬く間にジレフを巨大化させた。贅肉の無いすらりとした優美な体に知性と凶暴性が同居する野生的なハンサム。ブラック・チェンバーに強奪させたメタルギアによってアメリカを脅迫し、独立国家建国の為にジンドラからのPKFの撤退を要求した。
その正体は、米国政府がアフリカにおいて進めていた機密プロジェクト「プロジェクト・バベル」の現地責任者であり、その鍵を握る人物である。莫大な報酬と身の安全を引き換えに裏でアメリカが世界的な覇権を打ち立てる手助けをしていた。しかしその本心は援助だけを利用して米国政府を出し抜き、いずれは本当に自身の国を作るというものであり、彼の語る「理想」も全くの嘘という訳ではなかった（スネークには「そんなもので作った国に何の意味がある」と指摘されるが、「世界は全てお前の言う『そんなもの』で出来ているんじゃないか？」と返した）。また、元アウターヘブン所属の傭兵であり、かつてはビッグ・ボスに心酔していた。アウターヘブン陥落後は世界を彷徨い、今度は自ら新たな「ビッグ・ボス」となって戻ってきた。
メタルギア・ガンダーに乗り込むがスネークに敗れ、「プロジェクト・バベル」に関する全てのデータが入ったディスクをスネークに託して息絶えた。実は彼はジンドラ人ではなかったが、「プロジェクト・バベル」にとっても「最高の仕事」をこなしており、裏切りを予感していたパーカーも敢えて利用し続けていた。
ソフィー・エンドラム
将軍の右腕で、ジレフの副司令。白兵戦から戦車、戦闘ヘリの操縦までこなす凄腕の兵士で、ケンブリッジ大学を卒業した才媛でもある。フランス人とジンドラ人のハーフだが、フランス人の父親にとっては母は仕事の赴任先での一時的な恋人でしかなく、任期が終わると早々に国に帰ってしまった。大人になったソフィーは父に会いに行ったが、手切れ金を渡して「二度と顔を見せないでほしい」と言われ、ジンドラに対する外国のやり方を思い知る。貰った金で大学に入り、祖国を変える知識と技術を得ようとしたものの、その間にジンドラで起きた民族虐殺によって少数民族だった母が殺されたことでジレフに身を投じた。しかし政府軍に追い詰められ、そこに現れた将軍の掲げる「先進国の搾取からの解放」という思想に傾倒し、一時は将軍の愛人であった事もある。捨てられた後も副官として側に居続けた（本人曰く「離れられなかった」）。
攻撃ヘリのハボックを駆ってスネークに挑むも敗北して撃墜される。それでも「理想」を語りながら銃を向けて抵抗するが、その「理想」が自分のものだという嘘を見抜かれ、そのまま制圧された。しかしスネークに「一つのことを信じてそれに殉じる者の強さ」が無く、「何かにすがり付こうと足掻いている」ように見えると表され、「弾が無くなった」という口実で助命される。その後、クリスの生存をスネークに教え、彼女を助けるように告げた。敗れた将軍の口から全ての事実を知った後も、その理想を信じて戦い続けることを誓った。

### 傭兵集団ブラック・チェンバー（Black Chamber）
ジンドラ解放戦線によって軍事顧問として雇われた凄腕の傭兵集団。元は米国政府お抱えの傭兵部隊。アウターヘブン蜂起後にFOXHOUNDの名が表舞台で有名となって隠密活動が難しくなり、代わりにブラック・チェンバーが政府の裏方仕事を数々こなしてきたが、2年前のある事件を解決した際に、不都合な事実の露呈を恐れた政府（ガードナー）によって切り捨てられ、FOXHOUNDに殲滅された。
スラッシャー・ホーク
オーストラリアのアボリジニ。40代、身長213センチ。屈強な肉体をもつ、鷹の紋章が刻まれた1メートル以上あるブーメランと相棒の鷹を巧みに誘導する。出所不明の捨て子で、アボリジニの夫婦によって育てられた。部族の出身ではないことから周囲から疎まれたため、世界を流浪した末にブラック・チェンバーに入った。スネークとの戦いに敗れた際にも「死体は焼くな」と言い残し、最後まで部族の教えに殉じた。
マリオネット・アウル
20代、国籍不明。身長175センチ。夜目が利くことを活かして、暗闇の中を無音で移動しながらの戦闘を得意とする。異常体質で暗闇で目が光るため、戦闘時にはゴーグルをつけている。いつも二体の文楽人形（オサンとコハル）をつれている。
正体は米国の女性連続殺人鬼「スペクター」であり、女性をバラバラにして殺すことに至上の快楽性を見出す人格破綻者。指名手配犯としてFBIに追われていた所をヴァイパーに引き入れられた。スネークに敗れると、幼い頃にローラという女性をバラバラに殺されトラウマとなったことを明かした。死ぬ直前、ローラの幻を見るが、その後絶望の表情を浮かべて息絶えたことから、スネークに「天国には行けなかったようだな」と皮肉られた。
なお、ゲームボーイの年齢層を意識して「メタルギアシリーズ」では珍しい美青年タイプの敵キャラクターにした、と攻略本の巻末インタビューで中村如哉が語っている。
ちなみに、サーマルゴーグルのみを入手した状態で遭遇すると、イベントシーンを含めシルエットしか見えない。彼の姿を見るには暗視ゴーグルを入手する必要がある。
対決時は、文楽人形を遠隔操作し、スネークが人形に間違って攻撃すると人形からのカウンター射撃を行う。また、スネークが暗視ゴーグルを着用していると、スタングレネードを使用して視界を奪おうとする（爆発時に暗視ゴーグルを装備したままだと、画面が一定時間ホワイトアウトする）。難易度がハード以上になると、文楽人形を攻撃するとアウルの体力が回復してしまうため、サーマルゴーグルと暗視ゴーグルを切り替えながらの戦闘が求められる。
パイロ・バイソン
40代、国籍はアメリカ。身長186センチ。人が燃え上がっている姿に美しさを感じる男。自分で特別に調合した燃料が入った火炎放射器を使用する。勝利を勝ち取ったスネークに、呪いの言葉と内通者の可能性を示唆し、自らの火炎放射器を暴発させて焼死した。彼の過去については作中で語られない。
ブラックアーツ・ヴァイパー
ブラック・チェンバーのリーダー。30代、国籍はアメリカ。身長189センチ。戦場でブービートラップを使い、敵を次々と爆死させたことからブラックアーツ（暗黒魔術）という名がついた。ヴァイパーは毒蛇の意。FOX HOUNDのソリッド・スネークへの対抗意識からそう名乗っている。
2年前の任務で政府（アノニマス）から裏切られたことに激しい憎悪を抱いており、無念の内に死んでいった仲間達のために、メタルギアを使って世界に復讐することを誓う。今回のメタルギア奪取も、因縁のあるスネークとキャンベルを作戦に引き込み、「アノニマス」を炙り出すための計画であった。また、将軍には心酔しておらず、隙あらばメタルギアを奪おうと目論んでいた。2年前の事件で左腕を失い、様々なギミックを施した義手を付けている。
クリスを捕らえ、一度スネークの前に立ちはだかるが敗北。その後、スネークがメタルギアを破壊すると、目的を果たすべく再び姿を見せる。世界そのものを「あてがわれた正義と秩序に盲目的に従い、その裏でどんな犠牲が払われているか見ようともしない連中」と言い放ち、アノニマスのみならず全てに対する復讐のためにメタルギアの衛星核攻撃システムを起動させる。地上へのエレベーターでスネークと最後の決戦を繰り広げた末に敗北し、仲間への謝罪を述べながら息絶えた。初戦はブービートラップを使用した戦闘を、最終決戦は手からの衝撃波とテレポートを駆使した戦闘を行う。

### その他
ジョン・パーカー
アメリカ陸軍参謀総長。デルタフォースを先遣隊としてジンドラに派遣する。作中に直接登場はしない。
その正体は、大統領補佐官スティーブ・ガードナーと政治的に対立する軍閥の首領にして、現在の「プロジェクト・バベル」の首謀者。「プロジェクト・バベル」の真相が明るみに出る前に全て始末すべくクリスをスパイとして派遣し、極秘裏に「プロジェクト・バベル」のデータの消去と、計画に深く関与した将軍の抹殺を目論んでいた。デルタフォースの派遣も、元々はガードナーが送り込んだスネークが到着する前に子飼いの部隊で事態を収拾してしまうという意図によるものである。しかしガードナーがマクブライドを通じてブラック・チェンバーに情報を流しており、待ち伏せの件もこれが原因であった。
実はブラック・チェンバー設立にも関わっている。自身の指揮下にあるブラック・チェンバーがメタルギアを奪還した事で、その功績を盾にメタルギアと「プロジェクト・バベル」の全権をガードナーに要求し、代償としてブラック・チェンバーを求められた為にそれに応じた。その後、ブラック・チェンバーの殲滅を黙って見ていたのだった。
スティーブ・ガードナー
アメリカ政府国防担当大統領補佐官。政府の実質的No.2で、スネークの潜入作戦を含めたメタルギア奪回作戦の総責任者でもある。元CIA長官。ジョン･パーカーと同じく、作中に直接登場はしない。
機密プロジェクト「プロジェクト・バベル」の産みの親であり、「アノニマス」の正体にして今回の事件の真の黒幕。本作の世界観ではアウターヘブン創設とメタルギア開発を主導した張本人という事になっており、現地司令官として雇ったビッグ・ボスの暴走に遭ったため、スネークを使ってアウターヘブンを自ら潰す羽目になった。その後、スネークに破壊されたメタルギアを極秘に引き上げさせて開発を続行させたが、今度はテロリストに強奪された事でブラック・チェンバーを使って破壊させ、口封じの為にブラック・チェンバーもFOXHOUNDに始末させた。しかしその責任を問われてメタルギアの管轄と「プロジェクト・バベル」の主導権はパーカーに移ったため、ブラック・チェンバーやジレフを利用してそれらを取り戻す事を画策。マクブライドをわざと泳がせ、ブラック・チェンバーにメタルギアの情報を流す事で彼らが強奪に出るように仕向け、将軍の暴走を誘発してはジレフと繋がりのあるパーカーを陥れるべく今回の事件を起こした。また、作戦開始と同時に空軍を待機させており、失敗時にはスネークごとガルエードを吹き飛ばす算段で核弾頭装備の巡航ミサイルすらも用意していた。
パーカーとの確執の始まりはCIAの部長だった頃に遡る。当時政府要人の暗殺とある国のスパイを巡る疑惑にパーカーの娘の名前が上がり、本来ならCIAの管轄外であるこの事件にガードナーは首を突っ込んで執拗に調査を行なった。結局、事件はパーカーの娘の自殺で幕を閉じ、それ以来、パーカーとガードナーは政治、軍事、あらゆる問題でぶつかってきた。今回の事件もパーカーに確実に引導を渡すべく起こしたものであった。
No.4
「SPECIAL」モードでスネーク（プレイヤー）に指示を与える謎の人物。ステージを規定数、クリアするごとに本編で語られていない裏の事実を教えてくれる。そして全てのステージを完全にクリアするとNo.4がプレイヤーを「ジャック」と呼んで褒め称えるが結局正体は明かされない。メイ・リンの声を真似できるほど多彩な声色の持ち主。
なお、『メタルギアアシッド』に「No.16」と「No.104」という人物が登場するが、関連性はない。
「ジャック」は『メタルギアソリッド2』に登場する雷電の本名であり、『メタルギアソリッド3』に登場するネイキッド・スネーク（後のビッグ・ボス）の愛称でもあるが、いずれも関連性は不明である。

## キーワード
ジンドラ解放戦線
正式名称は「Gindra Liberation Front」。通称「ジレフ」。南アフリカの小国ジンドラ国内にて分離独立を求めた少数民族が武装蜂起した組織であり、政府軍との戦闘を繰り広げている。レアメタルや麻薬の密輸で年間5000万ドルもの資金を得ており、ブラックマーケットから買い付けた最新鋭の装備で固めた強大な軍隊でもある。元々は政府軍との戦力差も明らかな反政府ゲリラに過ぎなかったが、将軍の登場によって組織的にも思想的にも一気に拡大した。しかしその裏では「プロジェクト・バベル」によるアメリカの意向が動いていた。
ガルエード
ジレフによってジンドラの山岳地帯に建造された難攻不落の武装要塞。かつてスネークが壊滅させたアウターヘブンの跡地をジレフが改築・再建したものであり、本質的には同じ施設にあたる。トレーニングモードのデモによると、アウターヘブンの傭兵であった将軍の「思い入れ」によるものであるとされる。
アウターヘブン
かつてスネークの父であるビッグ・ボスによって南アフリカに設立された武装要塞国家にして傭兵派遣会社。作中では「OUTER HEAVEN」と表記される。本編シリーズの設定と異なり、反米勢力を叩く非公式の軍隊としてアメリカの援助で創設された事になっており、所在地もジンドラだったとされる。蜂起も現地司令官であるビッグ・ボスの暴走で起きたものとなっている。事件後、米国政府はアウターヘブンへの関与を隠蔽するべくFOXHOUNDを英雄に飾り立てて各国の諜報機関へ差し出した。事件後もアメリカとジンドラの関係は切れず、「プロジェクト・バベル」の一部へと引き継がれた。
プロジェクト・バベル
作中で度々語られる謎の計画。「バベル」とはヘブライ語で混乱や混沌を意味する。
その実態は冷戦後の世界でアメリカが覇権を打ち立てるべく、制御可能な紛い物の混沌（ゴーストバベル）を作り出して新しい世界秩序を築き上げるというもの。将軍率いるジレフの活動もその一環であり、アフリカの反米勢力を削ぐべく少数民族のアイデンティティーを煽って計算尽くの民族紛争を起こし、周りの国々を巻き込んで国際的な政情不安定を作り出し、組織的な団結を挫く事が目的である。また、紛争収拾の名目でPKFを居座らせる事で周辺諸国への恫喝を利かせる意図もあった。
アノニマス
2年前のブラック・チェンバー殲滅を指示した人物のコードネーム。「プロジェクト・バベル」の黒幕ともされる。どの記録にも一切名前を残さず、ただそう呼ばれるのみの謎の存在。
その正体はアメリカ政府国防担当大統領補佐官のスティーブ・ガードナー。ヴァイパーはパーカーこそがアノニマスだと思っていたが、実は「プロジェクト・バベル」もメタルギア開発も元々ガードナーにあった指揮権が移っただけでパーカーがアノニマスという訳ではなかった。

## スタッフ
- 企画、原作：小島秀夫
- アートワーク、キャラクター・デザイン：中村如哉
- メタルギア・デザイン：新川洋司
- シナリオ、構築：福島智和
- プログラム・スーパーバイザー：植原一充
- プログラム・サポート：狩野賢一郎
- 音楽：日比野則彦、村岡一樹
- イベント・プランナー：野尻真太、上野亮作
- プロモーション：服部明美、田畑宏樹
- プロデューサー：小島秀夫、吉岡基行
- エグゼクティブ・プロデューサー：吉岡基行
- ディレクター：野尻真太
- スーパーバイジング・ディレクター：小島秀夫

## 評価
レビュー収集サイト「GameRankings」の集計による平均評価は95.61%。これは同サイトにおけるゲームボーイカラーソフトとしては『ゼルダの伝説 ふしぎの木の実』や『スーパーマリオブラザーズデラックス』『ポケットモンスター 金・銀』をも上回る最も高い数値である。